# Cancer du vagin
 Mise en garde médicale
Le cancer vaginal est une forme extraordinairement rare de cancer qui se développe dans le tissu du vagin. Le cancer vaginal primaire provient du tissu vaginal – le plus fréquemment un carcinome épidermoïde, mais des adénocarcinomes vaginaux primaires, des sarcomes et des mélanomes ont également été rapportés – tandis que le cancer vaginal secondaire implique la métastase d'un cancer qui a pris naissance dans une autre partie du corps. Le cancer vaginal secondaire est plus fréquent. Les signes du cancer vaginal peuvent inclure des saignements vaginaux anormaux, une dysurie, un ténesme ou des douleurs pelviennes,, bien que jusqu'à 20 % des femmes diagnostiquées avec un cancer vaginal soient asymptomatiques au moment du diagnostic. Le cancer vaginal survient plus fréquemment chez les femmes de plus de 50 ans, et l'âge moyen du diagnostic du cancer vaginal est de 60 ans. Il peut souvent être guéri s'il est découvert et traité dans les stades précoces. La chirurgie seule ou la chirurgie combinée à une radiothérapie pelvienne est généralement utilisée pour traiter le cancer vaginal.

## Description
Le carcinome du vagin survient chez moins de 2 % des femmes présentant des tumeurs malignes pelviennes. Le carcinome épidermoïde est le type le plus fréquent de cancer vaginal. Le papillomavirus humain (HPV) est fortement associé au cancer vaginal. Le cancer vaginal survient le plus souvent dans le tiers supérieur du vagin (51 %), 30 % sont trouvés dans le tiers inférieur, et 19 % dans le tiers moyen. Le cancer vaginal peut se présenter comme une lésion surélevée croissant à partir de la surface épithéliale ou comme un ulcère, dépression peu profonde. Le diagnostic définitif est déterminé par biopsie.

## Signes et symptômes
La plupart des cancers vaginaux ne causent pas de signes ou de symptômes précocement. Lorsque le cancer vaginal provoque des symptômes, ils peuvent inclure :
- Pertes vaginales ou saignements anormaux
- Flux sanguin inhabituellement abondant
- Saignements après la ménopause
- Saignements entre les règles ; ou tout autre
- Saignement plus long que la normale
- Sang dans les selles ou l'urine
- Besoin fréquent ou urgent d'uriner
- Sensation de constipation[9]
- Douleur pendant les rapports sexuels
- Une masse ou excroissance dans le vagin qui peut être palpée[10]

Les ganglions lymphatiques pelviens hypertrophiés peuvent parfois être palpés.

## Facteurs de risque
- Exposition prénatale au diéthylstilbestrol
- Infection par le virus du papillome humain (VPH) de type 16
- Infection par le virus de l'immunodéficience humaine (VIH) de type 1[12],[13]
- Antécédents de cancer du col de l'utérus
- Tabagisme
- Prurit ou brûlure vulvaire chronique[9]

## Types
Il existe deux types principaux de cancer vaginal : le carcinome épidermoïde et l'adénocarcinome.
- Le carcinome épidermoïde du vagin provient des cellules squameuses (épithélium) qui tapissent le vagin. C'est le type le plus fréquent de cancer vaginal. Il se trouve le plus souvent chez les femmes âgées de 60 ans ou plus.
- L'adénocarcinome vaginal provient des cellules glandulaires (sécrétoires) de la muqueuse du vagin. L'adénocarcinome est plus susceptible de se propager aux poumons et aux ganglions lymphatiques.
- L'adénocarcinome à cellules claires survient chez un petit pourcentage de femmes (appelées « filles du DES ») nées entre 1938 et 1973 (plus tard en dehors des États-Unis) qui ont été exposées au médicament diéthylstilbestrol (DES) in utero. Le DES fut prescrit à 5 à 10 millions de mères pour prévenir d'éventuelles fausses couches et naissances prématurées[15]. Typiquement, les femmes développent un adénocarcinome lié au DES avant l'âge de 30 ans, mais des preuves croissantes suggèrent des effets possibles ou des cancers (incluant d'autres formes de tumeurs glandulaires vaginales) à un âge plus avancé. L'exposition au DES chez les femmes est également liée à diverses complications d'infertilité et de grossesse. Les filles exposées au DES in utero peuvent également avoir un risque accru de dysplasie épidermoïde cervicale modérée/sévère et un risque accru de cancer du sein[15]. Environ une fille du DES sur 1 000 (0,1 %) sera diagnostiquée avec un adénocarcinome à cellules claires. Le risque est virtuellement inexistant chez les femmes préménopausées non exposées au DES[16].
- Les tumeurs germinales vaginales (principalement tératome et tumeur du sac vitellin) sont rares. Elles se trouvent le plus souvent chez les nourrissons et les enfants.
- Le sarcome botryoïde, un rhabdomyosarcome, se trouve également le plus souvent chez les nourrissons et les enfants.
- Le mélanome vaginal, un mélanome qui apparaît dans le vagin.

Cancer du vagin de stade 1
Cancer du vagin de stade 2
Cancer du vagin de stade 3
Cancer du vagin de stade 4A
Cancer du vagin de stade 4B

## Diagnostic et dépistage
Le dépistage systématique du cancer vaginal, y compris la surveillance par imagerie de routine telle que l'échographie ou l'IRM, n'est pas recommandé pour les femmes qui ne présentent pas de symptômes. L'imagerie sans indication est découragée car elle est peu susceptible de détecter une récidive ou d'améliorer la survie, et parce qu'elle a ses propres coûts et effets secondaires,. Plusieurs tests sont utilisés pour diagnostiquer le cancer vaginal, notamment :
- Examen physique et antécédents médicaux
- Examen pelvien
- Biopsie
- Colposcopie

L'IRM permet de visualiser l'étendue du cancer vaginal D'autres sources de tissu cancéreux comme l'urètre ou le col de l'utérus doivent être écartées avant qu'un diagnostic de cancer vaginal ne soit posé. Le cancer vaginal ne peut pas être détecté par les frottis cervicaux.

### Classification
Stadification : La Fédération internationale de gynécologie et d'obstétrique utilise la méthode Tumeur, Ganglions, Métastases (TNM) de stadification du cancer vaginal. La stadification clinique de la forme la plus commune de cancer vaginal primaire, le carcinome épidermoïde, est décrite ci-dessous.
- Stade I – Tumeur confinée au vagin
- Stade II - Tumeur envahissant les tissus près du vagin, mais ne s'est pas propagée à la paroi pelvienne
- Stade III - Tumeur envahissant la paroi pelvienne ou interférant avec la fonction rénale, obstruant l'uretère et provoquant une hydronéphrose.
- Stade IV – Tumeur envahissant la muqueuse des organes pelviens voisins, y compris la vessie ou le rectum, ou s'étant propagée au-delà du bassin.

## Gestion
Historiquement, la combinaison de radiothérapie externe (EBRT) a été le traitement le plus courant pour le cancer vaginal. Dans les stades précoces du cancer vaginal, la chirurgie présente également certains bénéfices. Cette prise en charge et ce traitement sont moins efficaces pour ceux avec des stades avancés de cancer mais fonctionnent bien dans les stades précoces avec des taux de guérison élevés. Le cancer vaginal avancé n'a qu'un taux de survie à 5 ans de 52,2 %, 42,5 % et 20,5 % pour les patients avec une maladie de stade II, III et IVa. De nouveaux traitements pour les stades avancés d'ovaire ont été développés. Ceux-ci utilisent du carboplatine plus paclitaxel concomitant, l'EBRT et la curiethérapie interstitielle à haut débit de dose (HDR-ISBT).

Lorsque les chances d'ablation chirurgicale de tous les tissus cancéreux sont très faibles ou lorsque la chirurgie présente un risque d'endommager la vessie, le vagin ou l'intestin, la radiothérapie est utilisée. Lorsqu'une tumeur fait moins de 4 cm de diamètre, la radiothérapie fournit d'excellents résultats. Dans ces cas, le taux de survie à 5 ans est supérieur à 80 %. Les traitements sont individualisés en raison de la rareté des études sur le cancer vaginal.

Une intervention chirurgicale locale pour enlever le cancer vaginal
Une hystérectomie radicale pour traiter le cancer vaginal sans reconstruction
Une hystérectomie radicale pour cancer vaginal avec reconstruction du vagin utilisant d'autres tissus

## Épidémiologie
Le cancer du vagin est rare et ne représente que 2 % de tous les cancers gynécologiques et moins de 0,5 % de tous les cancers chez les femmes. Les nouveaux cas estimés aux États-Unis en 2017 sont de 4 810. Les décès dus au cancer vaginal durant la même période étaient de 1 240. Il est plus fréquent chez les femmes âgées.
Au Royaume-Uni, 254 cas de cancer vaginal ont été identifiés en 2014. Les décès dus au cancer vaginal durant cette période étaient de 110. Parmi ceux avec un cancer vaginal, 53 % sont liés à une infection par le HPV.

## Recherche

### Essais cliniques
Étant donné la rareté du cancer du vagin, très peu d'essais cliniques de phase trois ont été réalisés pour étudier les traitements ciblant spécifiquement le cancer du vagin. Un essai de phase trois est en cours pour étudier l'efficacité du médicament triapine pour traiter le cancer du vagin. Plusieurs essais cliniques de phase 1 et 2 sont actuellement en cours pour étudier l'efficacité de nouveaux schémas thérapeutiques contre le cancer gynécologique, qui incluent le traitement du cancer du vagin,.